# Takuya Takei
Pour les articles homonymes, voir Takei.
Takuya Takei (武井 択也, Takei Takuya) est un footballeur japonais né le 25 janvier 1986. Il évolue au poste de milieu de terrain.

## Biographie
Takuya Takei remporte la Ligue des champions de l'AFC en 2008 avec le Gamba Osaka. Il participe ensuite à la Coupe du monde des clubs qui se déroule au Japon.

## Palmarès
Avec le Gamba Osaka
- Vainqueur de la Ligue des champions de l'AFC en 2008
- Vainqueur de la Coupe du Japon en 2008 et 2009
- Vice-champion du Japon en 2010